# 비미날레 언덕

"Viminal Hill"로 표시된 부분이 비미날레 언덕이다.

비미날레(이탈리아어: Viminale)는 로마의 일곱 언덕 중 하나이다. 7개의 언덕들 중 가장 그 크기가 작으며, 로마 구도심 중심부를 가리키는 듯한 손가락 모양을 하며 뾰족하게 튀어나와 있는 듯한 형상을 가지고 있다. 북서쪽에 퀴리날레 언덕이 있으며 남동쪽에 에스퀼리노 언덕이 있다. 
비미날레 언덕 꼭대기에는 이탈리아 내무부가 소재한 비미날레 궁이 있다. 
로마인 역사가 리비우스에 따르면 이 곳은 로마 왕정 시기, 기원전 6세기에 퀴리날레 언덕과 함께 로마 시의 경계 내에 포함되었다고 한다. 

## 같이 보기
- 로마의 일곱 언덕
- 아벤티노 언덕
- 첼리오 언덕
- 캄피돌리오 언덕
- 오피오 언덕
- 팔라티노 언덕
- 핀초 언덕
- 퀴리날레 언덕
- 바티칸 언덕
- 벨리아 언덕